# دیرگیرکننده
دیرگیرکننده‌ها یا مواد افزودنی کندگیرکننده بتن یکی از انواع افزودنی‌های شیمیایی بتن طبق آیین‌نامه بتن ایران (آبا) است.
این مواد جهت پایین آوردن فرایند آب‌گیری در بتن استفاده می‌شوند. معروفترین دیرگیرکننده شکر می‌باشد. مقاومت نهایی بتن در حالت استفاده از دیرگیرکننده و بدون آن تفاوت چندانی نداد.

## کاربرد
- به تاخیر انداختن گیرش بتن
- بتن‌ریزی‌های حجیم
- جلوگیری از ایجاد ترکهای ناشی از گیرش در بتن‌ریزی‌های پیاپی
- حمل بتن در فاصله‌های طولانی

## انواع
1. دیرگیرکننده
2. دیرگیرکننده و کاهنده معمولی آب
3. دیرگیرکننده و کاهنده قوی آب